# Museo de Arte Moderno Ramírez Villamizar
El Museo de Arte Moderno Ramírez Villamizar es la institución cultural con la mayor colección de esculturas y obras de Eduardo Ramírez Villamizar,  en la ciudad natal del artista Pamplona, situada en el departamento de Norte de Santander, Colombia. 

## Sede
La ubicación del Museo es una antigua casona datada en el siglo XVI. El edificio fue adquirido por el gobierno departamental y se inauguró en 1990 inicialmente con una amplia selección de más de cuarenta obras donadas para la causa por el propio artista.
Durante la restauración de la casa que albergaría la colección de Eduardo Ramírez Villamizar, se encontraron unos antiguos frescos datados en el siglo XVII, además de un amplio portal de piedra que se conserva en la fachada y diversas columnas construidas en piedra con arcos a lo largo del patio central.

## Colección
La colección permanente del museo alberga la obra de Eduardo Ramírez Villamizar en tres salas diferentes. En ellas se puede observar el desarrollo plástico de sus primeras piezas, desde el principio y durante la formación del propio artista hasta ya pinturas más avanzadas, consideradas expresionistas, de lo figurativo a lo abstracto y diversos relieves de madera que se adentran en su profundización definitiva en la escultura. 